# フランソワ (アンジュー公)
エルキュール・フランソワ・ド・フランス（フランス語: Hercule François de France、1555年3月18日 - 1584年6月19日）は、フランス王アンリ2世と王妃カトリーヌ・ド・メディシスの息子。フランソワ2世、シャルル9世、アンリ3世、およびスペイン王妃エリザベート、ロレーヌ公妃クロード、ブルボン朝のアンリ4世妃マルグリットの弟である。1560年にエヴルー公、1566年にアランソン公、1576年にアンジュー公、トゥーレーヌ公、ベリー公に叙されたが、アランソン公の称号でしばしば呼ばれる。

## 生涯
長兄フランソワ2世以下、3人の兄は次々と若くして王位に就いては嗣子なしに早世しており、3番目の兄アンリ3世が1574年に即位した際には王位継承権者の筆頭（推定相続人）となったが、アンリ3世に先立って1584年に死去したため、成長した男子の兄弟のうち唯一王位に就かずじまいであった。アンリ3世は5年後の1589年に暗殺され、王家としてのヴァロワ家は断絶することとなる。
八十年戦争初期の指導者オラニエ公ウィレム1世はアンジュー公フランソワに対し、ネーデルラント連邦共和国の前身となるネーデルラント北部諸州連合の君主位に就くことを要請していた。
また、イングランド女王エリザベス1世との結婚の交渉が進められていたことがある。1579年にアンジュー公フランソワは求婚のため来英してエリザベスと面会しており、 エリザベスは彼が噂されていたよりは「それほど醜くはない」ので、「蛙 (frog)」の愛称をつけた。エリザベスはこの求婚を真剣に考慮していたようで、アンジュー公が彼女へ贈った蛙形のイアリングを身につけている。カトリックのフランス王族との結婚には反対論が非常に強く、結局この縁談は成立しなかった。1584年にアンジュー公フランソワは若くして死去し、この報を受けたエリザベスは悲しみ喪に服した。ジョン・ダウランドのリュート曲「蛙のガリアルド」（Frog Galliard）のタイトルの蛙とは上述の仇名であり、この曲はアンジュー公フランソワとエリザベス女王の悲恋を題材にしている。